# Purna
Purna é uma cidade  no distrito de Parbhani, no estado indiano de Maharashtra.

## Geografia
Purna está localizada a 19° 11′ N, 77° 03′ L. Tem uma altitude média de 386 metros (1266 pés).

## Demografia
Segundo o censo de 2001, Purna tinha uma população de 33,231 habitantes. Os indivíduos do sexo masculino constituem 51% da população e os do sexo feminino 49%. Purna tem uma taxa de literacia de 68%, superior à média nacional de 59.5%: a literacia no sexo masculino é de 78% e no sexo feminino é de 59%. Em Purna, 14% da população está abaixo dos 6 anos de idade.